# Myrmeleon ursinus
Myrmeleon ursinus är en insektsart som beskrevs av Johan Christian Fabricius 1798. Myrmeleon ursinus ingår i släktet Myrmeleon och familjen myrlejonsländor. Inga underarter finns listade i Catalogue of Life.